# Hotel Faaborg Fjord Spa & Konference
 Der er for få eller ingen kildehenvisninger i denne artikel, hvilket er et problem. Du kan hjælpe ved at angive troværdige kilder til de påstande, som fremføres i artiklen.

Hotel Faaborg Fjord er et hotel beliggende ved vandkanten i Faaborg.

## Historie
Hotel Faaborg Fjord blev etableret i 1981 og har siden gennemgået flere renoveringer, seneste i 2020.
Røde Kro blev grundlagt i 1808 af en ung mand, der opførte en bindingsværksejendom ved det sydfynske øhav. Hans mål var at drive et livligt landbrug og samtidig fungere som kroejer af Røde Kro.
Kroen blev hurtigt populær blandt både lokale og besøgende, især på Faaborgs markeds- og torvedage, hvor tilrejsende kunne nyde forfriskninger og danse. Den blev et centralt samlingspunkt for byens borgere og et yndet udflugtsmål for familier, par og hundeluftere.
I 1914 blev bindingsværksbygningen erstattet af nye bygninger, herunder Villa Horseløkke, som stadig står på matriklen i dag. Gennem årtierne blev ejendommen brugt til en række forskellige formål, herunder landbrug, sommerpensionat, svineopdræt og cykelværksted.
Efter mange års skiftende brug blev de fleste bygninger nedrevet, undtagen Villa Horseløkke, for at give plads til en servicestation og en bilforretning.
Hotel Faaborg Fjord blev senere etableret på denne historiske grund og har siden udviklet sig til et moderne hotel med udsigt over Faaborg Fjord. Hotellet tilbyder moderne faciliteter og en naturskøn beliggenhed, som fortsætter traditionen med at være et samlingspunkt for både lokale og besøgende.

## Faciliteter
Hotellet råder over 126 værelser, samt 2 suiter. Mange af værelserne har balkon med udsigt over fjorden.
Hotel Faaborg Fjord har følgende faciliteter:
- En restaurant.
- En bar.
- Konference- og mødefaciliteter.
- En spa og wellness-afdeling med sauna, fitnesscenter og diverse behandlinger.
- Udendørs aktiviteter såsom vandreture, cykling og sejlture, der udnytter de naturskønne omgivelser.[1]